# Роберт Лі Кербім
Ро́берт Лі Ке́рбім, (англ. Robert Lee 'Beamer' Curbeam Jr .; 5 березня 1962, Балтимор) — астронавт НАСА. Здійснив три космічні польоти на шаттлах: STS-85 (1997 р., «Діскавері»), STS-98 (2001 р., «Атлантіс») і STS-116 (2006 р., «Діскавері»), здійснив сім виходів у відкритий космос.

## Особисті дані та освіта

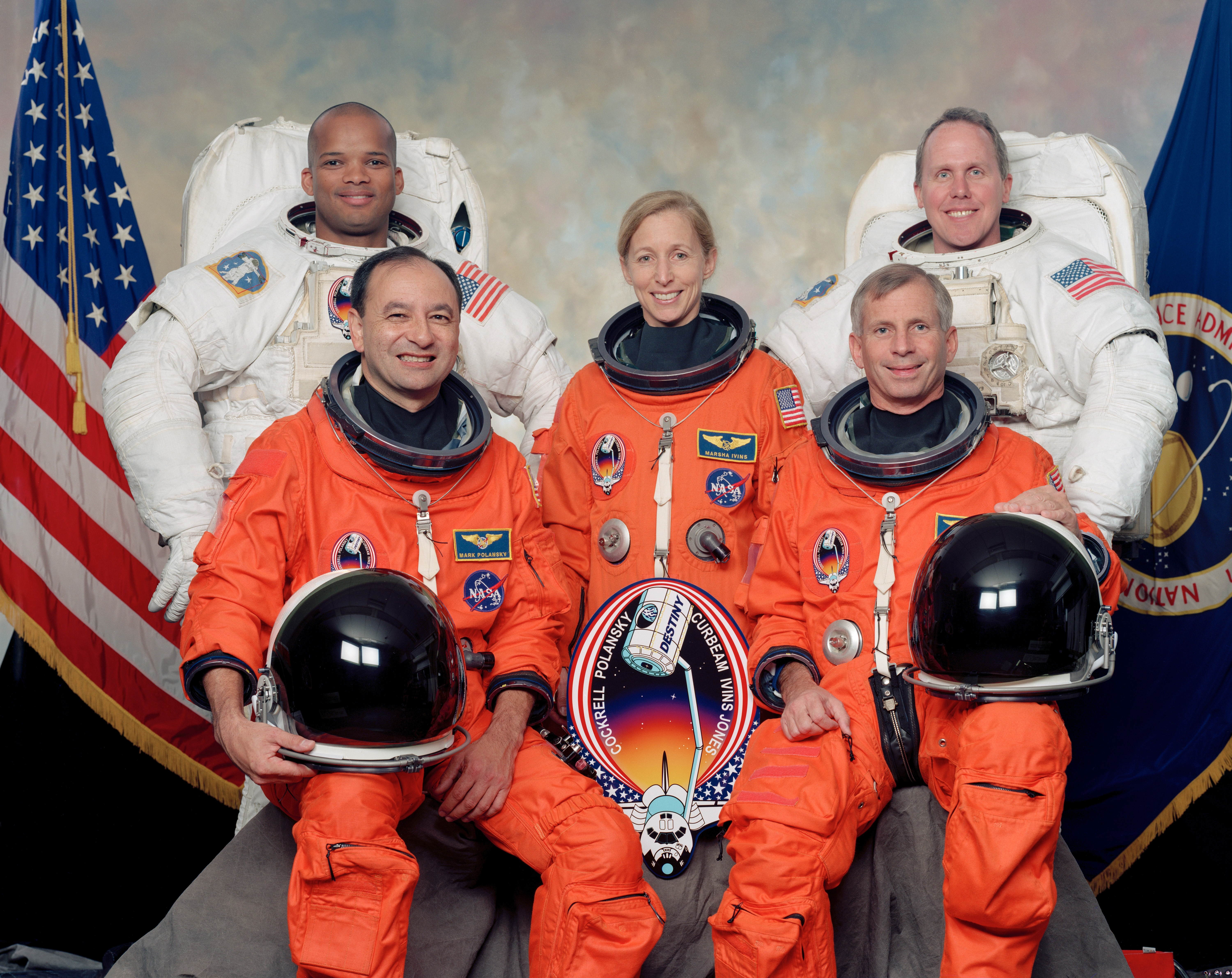
Екіпаж STS-98: (Верхній ряд): Джоунс і Кербім (нижній): М. Поланскі, М. Айвінс і К. Кокрелл

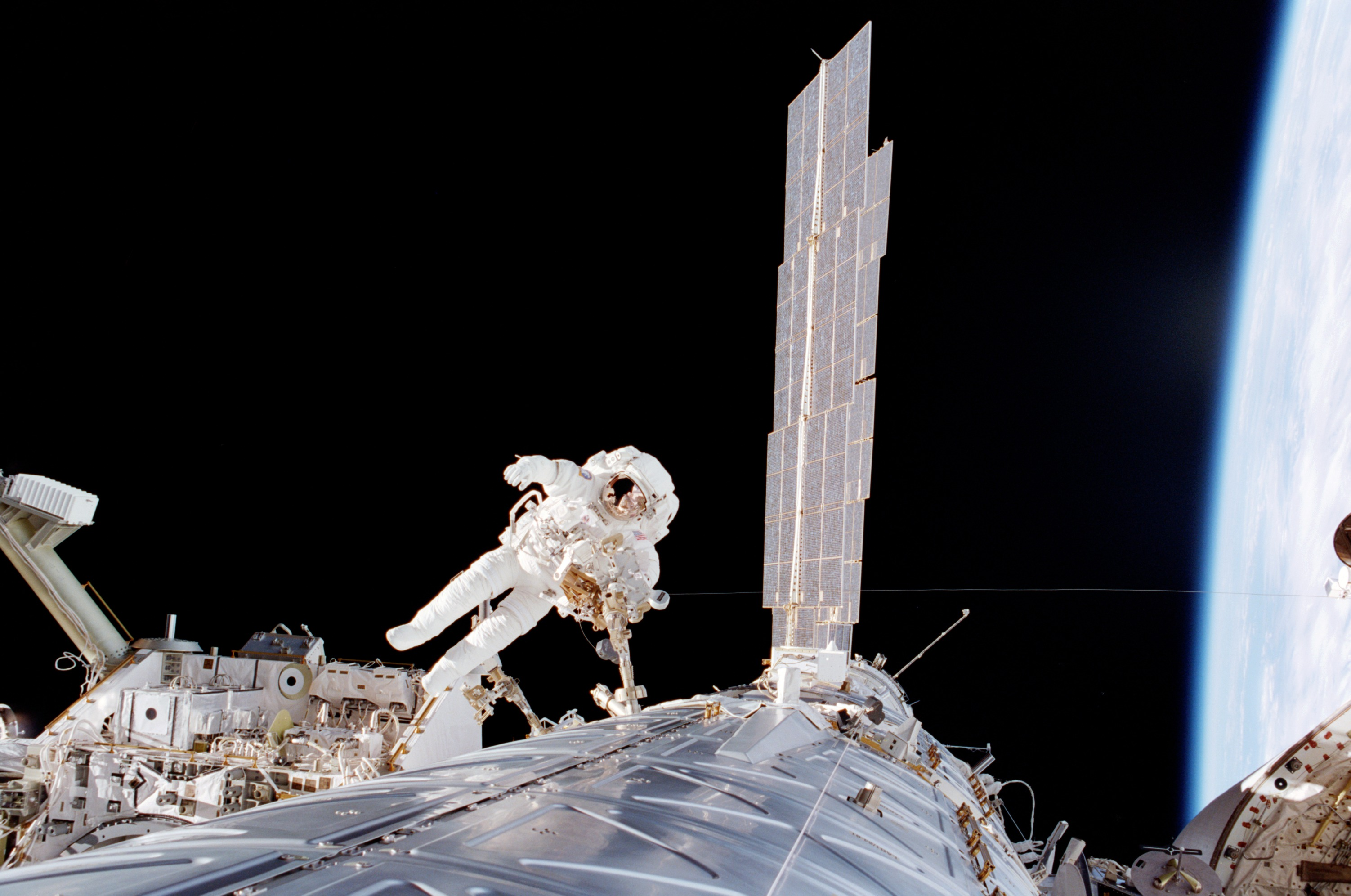
STS-98, Кербім у відкритому космосі.

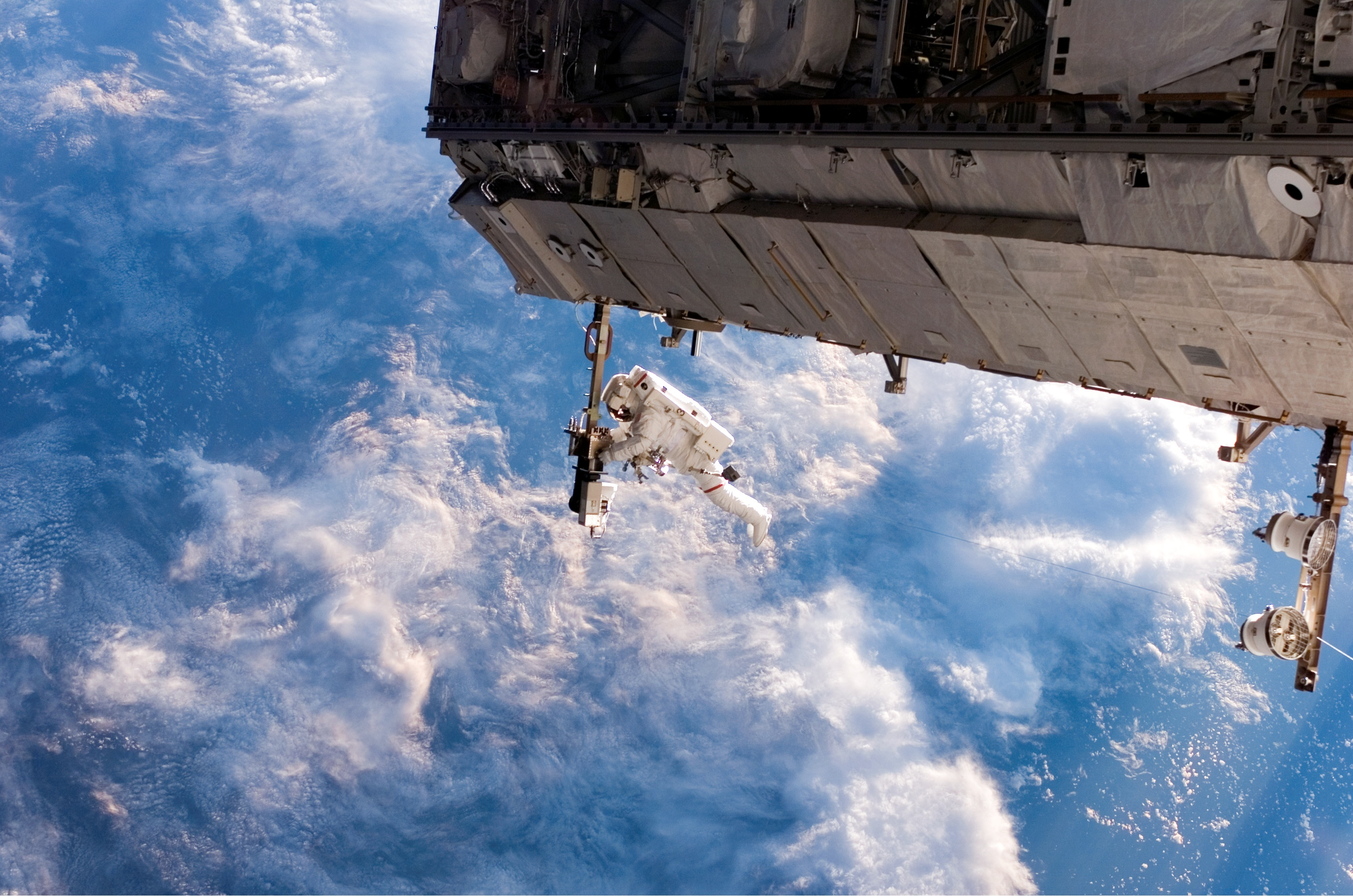
STS-116, Кербім у відкритому космосі.

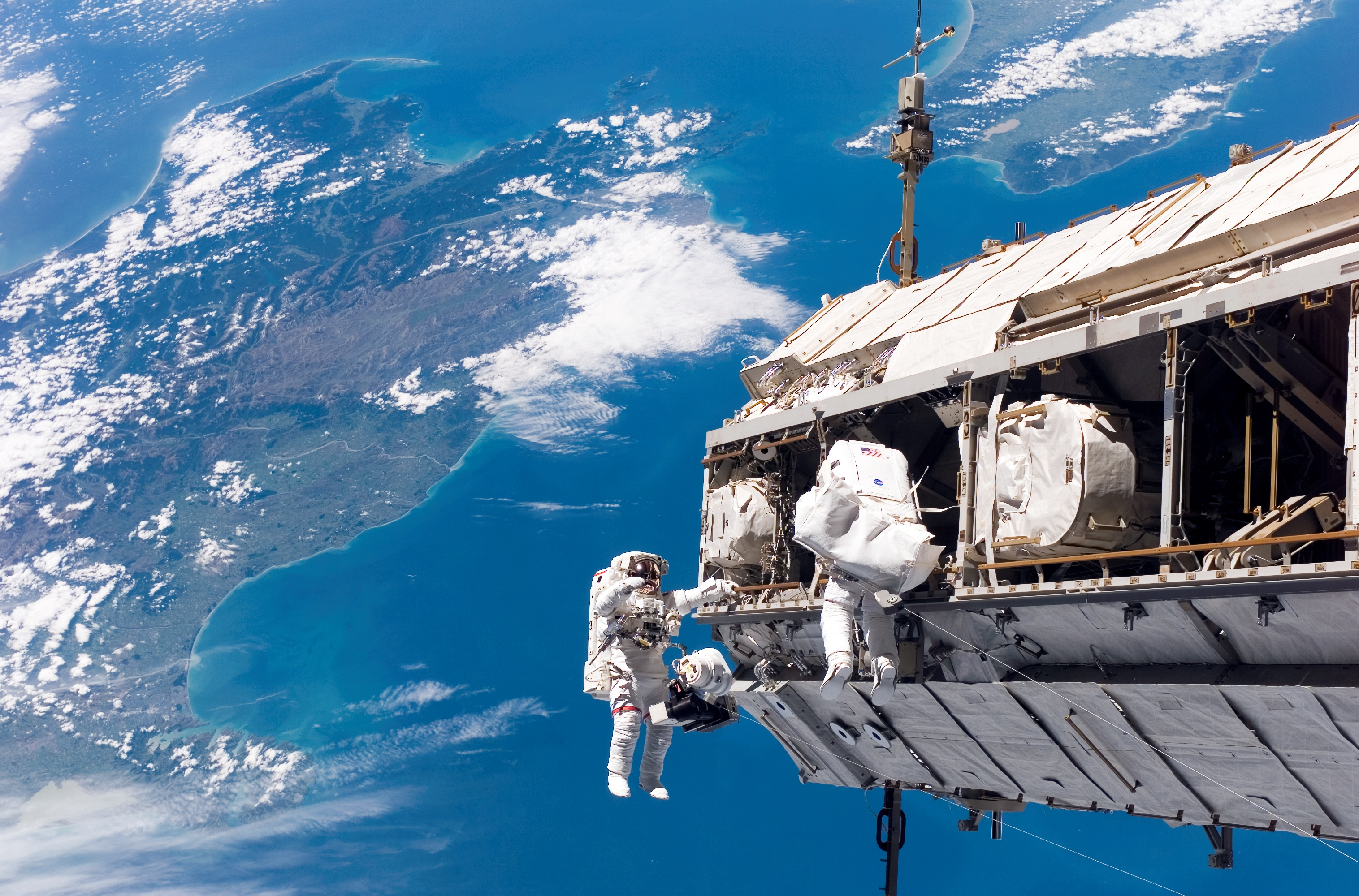
STS-116, Кербім (ліворуч) у відкритому космосі.

Роберт Кербім народився 5 березня 1962 у місті Балтимор, штат Меріленд, де в 1980 році закінчив середню школу. У 1984 році отримав ступінь бакалавра в галузі аерокосмічної техніки у Військово-морській Академії США, місто Аннаполіс, штат Меріленд. У 1990 році в Морський Школі отримав ступінь магістра наук — галузь авіаційної техніки, а в 1991 році — ступінь магістра, галузь авіації та астронавтики.
Одружений з Джулі Даун Лейн, у них двоє дітей. Його захоплення: важка атлетика, їзда на велосипеді, і сімейні заходи..

## До НАСА
Після закінчення Військово-морської академії США, в 1984 році Кербім був направлений у військово-морську Школу льотчиків. У 1986 році він був розподілений в ескадрилью, яка базувалася на авіаносці «Форрестол». Побував в походах в Середземному і Карибському морях, а також Північному Льодовитому та Індійському океанах. Після завершення практики, в грудні 1991 року, він став літати на винищувачах, випробовував різні види озброєнь повітря-земля для літаків F-14 Tomcat. У серпні 1994 року він повернувся в США, у Військово-морську академію як інструктор зі зброї та інженерних систем літаків.

## Підготовка до космічних польотів
У грудні 1994 року був зарахований до загону НАСА в складі п'ятнадцятого набору, кандидатом в астронавти. З червня 1995 року став проходити навчання за курсом загальнокосмічної підготовки (ОКП). По закінченні курсу, в травні 1996 року отримав кваліфікацію «спеціаліст польоту» і призначення в Офіс астронавтів НАСА. Займався налагодженням комп'ютерного забезпечення, з 2001 року став оператором зв'язку з екіпажами.

## Польоти в космос
- Перший політ — STS-85[3], шаттл «Діскавері». З 7 по 19 серпня 1997 як «фахівець польоту». У програму польоту входили: виведення на орбіту і повернення супутника для досліджень атмосфери Землі CRISTA-SPAS, відпрацювання прототипу маніпулятора для японського модуля МКС та інші експерименти. Тривалість польоту склала 11 діб 20 годин 28 хвилин.
- Другий політ — STS-98[4] шаттл «Атлантіс». З 7 по 20 лютого 2001 року як «фахівець польоту». Основним завданням була доставка на Міжнародну космічну станцію (МКС) лабораторного модуля «Дестини». Під час польоту виконав три виходи у відкритий космос: 10 февраля 2001 року — тривалістю 7:00 34 хвилини, забезпечення перенесення і пристиковки Лабораторного модуля, стикування роз'ємів СЕП і СТР. 12 лютого — 6:00 50 хвилин, забезпечення перенесення і пристиковки герметичного стикувального перехідника PMA-2 (PMA-2 був перестикувати на передній порт нового модуля, а сам «Дестини» зайняв його місце на передньому порту «Юніті». 14 лютого — 5:00 25 хвилин, установка антеною збірки SASA, відпрацювання евакуації астронавта. Тривалість польоту склала 12 діб 21 годин 21 хвилини.
- Третій політ — STS-116[5], шаттл «Діскавері». З 10 по 22 грудня 2006 року як «фахівець польоту». Мета польоту: доставка і монтаж сегмента ферменной конструкції МКС P5, часткова заміна довготривалого екіпажу МКС, доставка вантажів на МКС в транспортному модулі «Спейсхеб». Три основних компоненти корисного навантаження шаттла становили: сегмент ферменной конструкції Р5, одиночний модуль «Спейсхеб» і панель, на якій встановлено експериментальне обладнання. Сегмент Р5 служитиме проміжною ланкою між панелями сонячних батарей, що забезпечить переконфігурацію розподілу електроенергії і систем охолодження. Крім того шаттл доставив на орбіту три піко-супутника, які були запущені після відстиковки шаттла від МКС. Ці три супутника мають розмір з чашку кави. Успішна установка сегмента P5 є ключовим моментом для конфігурації системи електропостачання МКС. Система електропостачання складається з генераторів енергії, накопичення та зберігання енергії, управління та розподілу електроенергії. Під час польоту виконав чотири виходи у відкритий космос: 12 грудня 2006 року — тривалістю 6 годин 36 хвилин. Головним завданням виходу була установка сегмента ферменной конструкції Р5. Монтаж сегмента Р5 здійснювався за допомогою робота-маніпулятора станції, яким керувала Джоан Хіггінботем. Астронавти також замінили камеру на сегменті S1, що вийшла з даду, і виконали декілька невеликих завдань, в тому числі провели електричні з'єднання між сегментами Р4 і Р5 та перевірили надійність збірки. 14 грудня — 5:00 1 хвилину, астронавти займалися електромонтажними роботами: прокладали силові кабелі і підключали сонячні батареї до системи енергопостачання МКС. 16 грудня — 6:00 31 хвилину, астронавти продовжували займатися електромонтажними роботами: прокладали силові кабелі і підключали сонячні батареї до системи енергопостачання МКС. На додаток, астронавти намагалися розхитати і згорнути заклинили сонячну батарею сегмента Р6. Ці спроби вдалися їм лише частково. Вдалося скласти ще 4 секції батареї (в загальній складності, склалися 21 секції з 31). Повернути батарею в повністю складений стан не вдалося. 18 грудня 2006 — 6 годин 28 хвилин, при попередніх виходах і спробах згортання крила 4B, воно заклинило. Було прийнято рішення про додаткове, четвертому виході в космос, щоб усунути перешкоди до згортання сонячної батареї. 18 грудня цю задачу успішно виконали Роберт Курбе і Крістер Фуглесанг. Тривалість польоту склала 12 днів 20 годин 44 хвилини.

Загальна тривалість внекорабельной діяльності (ВКД) за 7 виходів — 45 годин 34 хвилини. Загальна тривалість польотів в космос — 37 днів 14 годин 34 хвилини.

## Після польотів
У жовтні 2007 року Кербім був переведений на посаду заступника керівника Управління льотних екіпажів.

## Нагороди та премії
Нагороджений: Медаль «За космічний політ» (1997, 2001 і 2006) і багато інших.

## Джерело
- Офіційна біографія НАСА(англ.)